# 太陽堂製薬
太陽堂製薬株式会社（たいようどうせいやく）は医薬品の販売・製造を主業とする日本の企業。

## 概要
本社・工場は奈良県高市郡高取町に所在する。主に、配置用医薬品やサプリメントの製造販売を行っている。
主な製品は胃腸薬 青ぐすりで黄檗（オウバク）を主体とする健胃胃腸薬の製造を行っている。
OEMではサプリメントの受託加工も行っている。
第2種医薬品製造業。

## 主な製品
医薬品
- 胃腸薬 青ぐすり（第3類医薬品）
- 解熱 赤ぐすり（第2類医薬品）
- カゼロンゴールド顆粒（第2類医薬品）
- サッチール点鼻薬（第2類医薬品）
- セキドメ タイヨー（第2類医薬品）
- 便秘薬 招ふく（第2類医薬品）
- 青ぐすり「錠剤」（第2類医薬品）

サプリメント
- あすかの恵み コラーゲン
- 花粉じゃばらさぷり
- アレクリアEX
- おいしいアルギニンシリーズ
- ロコモ5 など

## 沿革
- 1875年　高取県（現在の奈良県）子島村にて前川文三郎が配置薬の得意帳の売買の仲買を始める。
- 1920年　前川義雄が配置用医薬品の製造を始める。
- 1970年　奈良県高市郡高取町下土佐に本社工場を移転。
- 1995年　あすかの恵みコラーゲンの製造販売開始
- 2015年　じゃばらサプリ製造販売開始
- 2019年　大阪営業所移転

## 営業所
- 大阪営業所

## 主な取引メーカー
- 森田草楽堂
- 武田紙業
- 油谷印刷所
- 朝日印刷